# Kirkliston (Schottland)
Kirkliston ist eine Ortschaft in der schottischen Council Area Edinburgh. Sie ist etwa 13 Kilometer westlich des Stadtzentrums von Edinburgh und südlich von Dunfermline gelegen. Das Südufer des Firth of Forth verläuft etwa vier Kilometer nördlich, der Flughafen Edinburgh ist etwa einen Kilometer entfernt. Im Jahre 2011 verzeichnete Kirkliston 3386 Einwohner.
Während es früher in Kirkliston Textilindustrie gab, ist es heute im Wesentlichen Pendlersiedlung ohne eigene Industrie. Zwischen 1795 und 1910 war Kirkliston Standort der Whiskybrennerei Kirkliston. Nach deren Schließung war die angeschlossene Mälzerei noch lange Jahre in Betrieb.